# Ulf Lundkvist
Ulf Lennart Lundkvist, född 16 januari 1952 i Norrköpings Östra Eneby församling, Östergötlands län, är en svensk serieskapare, målare och illustratör. 
Lundkvist är känd för sin seriefigurerna "Mannen med näsan" och "Assar" och har sedan sent 1970-tal synts i tidningar som ETC, Galago och Dagens Nyheter. Lundkvist tecknar gärna en nära forntid och har beskrivits som en "samtidsarkeolog".
Lundkvist belönades 1983 med Svenska Serieakademins Adamsonstatyetten. Han fick 1991 Seriefrämjandets utmärkelse Urhunden för albumet Medan kaffet kallnar och 1997 en ny Urhunden för Assar-albumet Baron Bosse story.

## Biografi

### Bakgrund
Ulf Lundkvist föddes i Norrköping 1952. Som nioåring flyttade han med familjen till Stockholmsförorten Trångsund. I ungdomen ägnade han sig mycket åt att studera äldre bildtidningar som Bildjournalen, vilket senare kom att prägla tematiken i hans berättelser. Under tonåren tog Ulf Lundkvist kurser i teckning och grafik, och efter grundskolan studerade han på "Grundis" – Grundskolan för konstnärlig utbildning. 1973 kom han in på Konstfack, där han under sista året gjorde sin debut i bokform – en sorts bilderbok för vuxna med namnet Välkommen (samproducerad och utgiven med skolkamraten Alf Tjällskog).

### ETC och Galago
Direkt efter Konstfack kom Lundkvist att arbeta för den nystartade tidningen ETC. Han debuterade där 1978 som serieskapare och skämttecknare, och året efter presenterades "Mannen med näsan", teckningar och serier kring en gubbe med en stor, hårig näsa och sliten överrock.

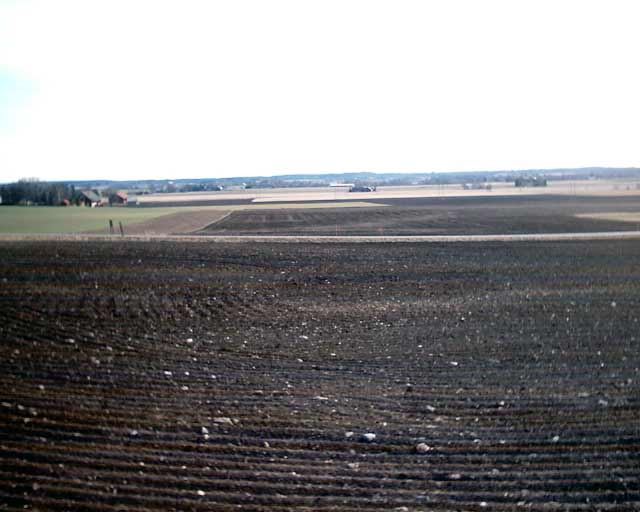
Östgötaslätten, en miljö som – med eller utan jordkällare – ofta återkommer i Lundkvists serier.

Lundkvist var knuten till ETC fram till tidningens nedläggning 1985. Under den tiden hann ETC:s förlag även ge ut sju album med Ulf Lundkvists serier och teckningar; det första kom 1980. Efter ETC började Lundkvist arbeta för Galago, med bokutgivning på dess Tago förlag. Där uppmärksammades bland annat serieromanen Djupfryst i hemmet (1986), med ett tvärsnitt av Lundkvists tecknade betraktelser av svensk landsbygdshistoria – allt sett från toppen av en jordkällare på Östgötaslätten.

### Assar
1990 debuterade serien Assar i Dagens Nyheter. Serien om den förrymda varmkorven och de andra figurerna i den lilla byn Nollberga gick som daglig serie i tidningen fram till 2012, och parallellt gavs en mängd samlingsvolymer ut med serien. Den talande varmkorven är bara seriens huvudpersoner till namnet, och mer färgstarka figurer är den elakt charmige Razor, den genomonde Baron Bosse och superhjälten Bimbo.

### Övrig verksamhet
Ulf Lundkvist är även verksam som målare.
2004 medverkade Lundkvist i Owe Svenssons långfilm Spår.
På 2000-talet flyttade Ulf Lundkvist tillbaka till Östergötland. Numera bor han i orten Krokek strax norr om Norrköping.

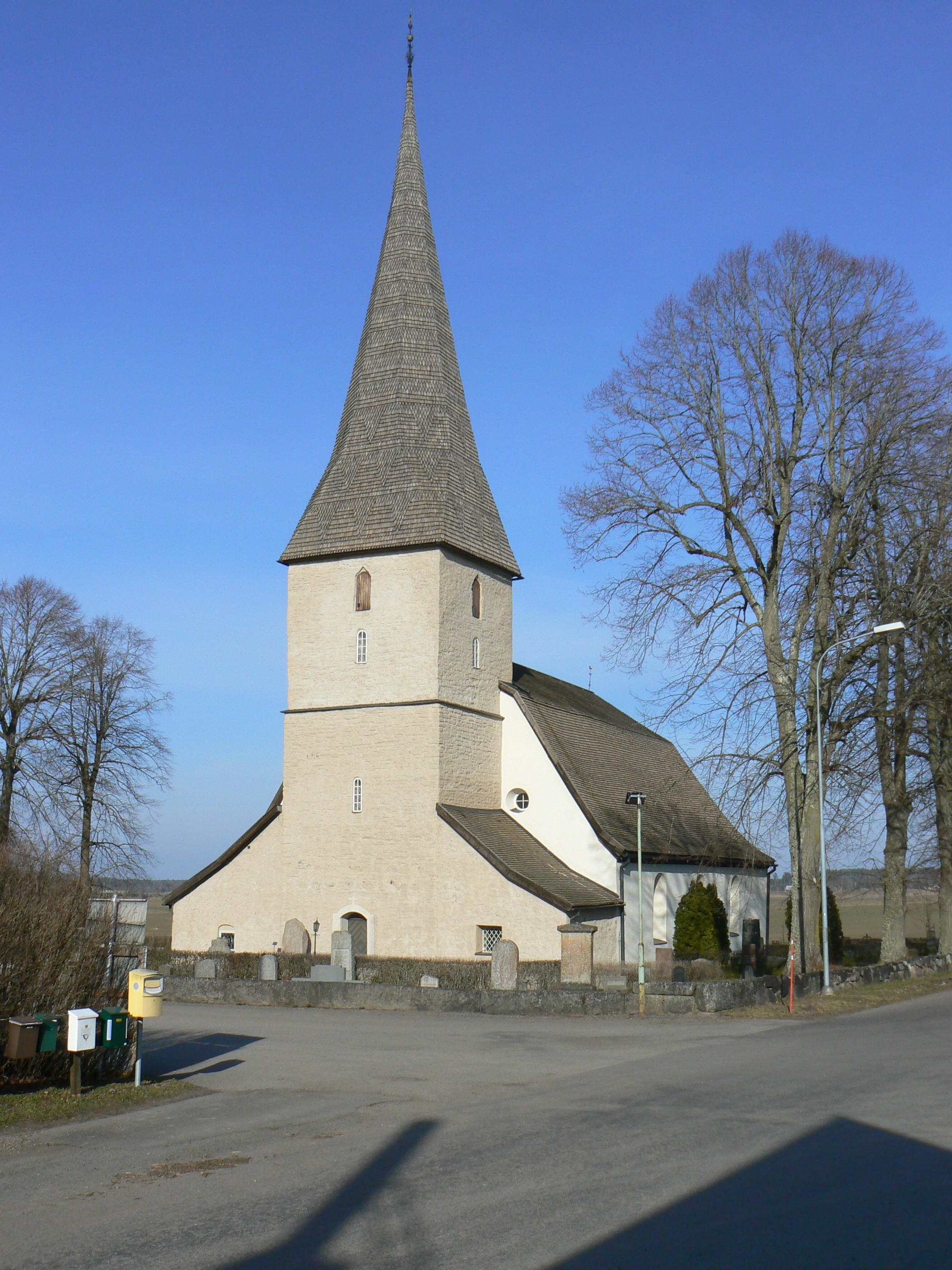
Viby kyrka i Östergötland, ett av Ulf Lundkvists favoritmotiv.

## Motiv och teknik
Ulf Lundkvist är en skildrare av det lilla och kanske glömda Sverige, från 1800-talets torpare fram till dagens motorvägar och stormarknader. Konsumbutiker och bensinmackar från förr ingår ofta i hans tecknade värld, där katter och hundar ofta sitter och betraktar mänskligt beteende.
Han arbetar i många olika medier, med målningar, teckningar eller kollage. I kombinationerna av spretiga teckningar, foton och 1950-taletsreklam tittar han på en vardag från förr med en nyfiken distans. Lundkvist har för sin beskrivning av ett relativt nära förflutet beskrivits som en "samtidsarkeolog".
Miljöer som han säger sig ange/avbilda exakt inkluderar kyrkorna i Viby och Normlösa, stationen i Törnevalla och idrottsplatsen i Ledberg.